# تنگه میلفورد

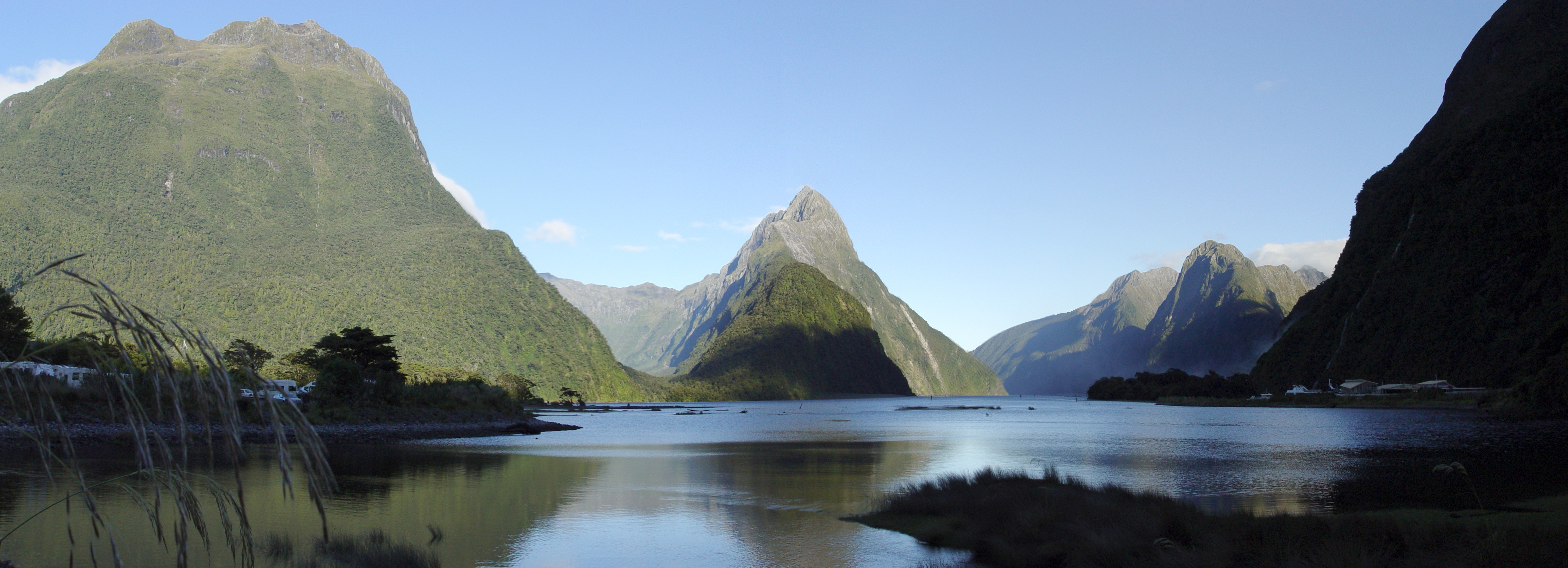
نمایی از تنگهٔ میلفورد

تنگه میلفورد یا آبدرهٔ میلفورد (به انگلیسی: Milford Sound) شاخابه‌ای از دریای تاسمان واقع در جنوب غربی جزیره جنوبی نیوزیلند است. این تنگه که بخشی از پارک ملی فیوردلند را تشکیل می‌دهد در اصل آبدرهایست که به هنگام طغیان دریا در دره‌ای یخچالی به‌وجود آمده است. پهنای این آبدره ۳ کیلومتر است و تا ۱۹ کیلومتر در درون خشکی گسترش یافته است. کوه‌هایی شیب‌دار تا ارتفاع ۲٬۷۵۶ متر در مسیر تنگهٔ میلفورد قرار دارند که قله میتر به ارتفاع ۱٬۶۹۵ متر و قله پرومبوک به ارتفاع ۲۰۴۵ متر ازجمله این کوه‌ها هستند. همچنین دیواره‌های دره تا عمق ۵۱۲ متری زیر آب فرورفته‌است.
رودهای ارتور و کلدو از درهٔ اصلی و رودهای بوئن، سنباد، هریسون و استرلینگ از دره‌های کناری به تنگهٔ میلفورد می‌ریزند.
این تنگه را شکارچی نهنگی در دههٔ ۱۸۲۰ به‌دلیل شباهتش به میلفورد هون در ویلز، میلفورد نامید. در ۱۸۵۱ کاپیتان جان لورت استوکس از نیروی دریایی سلطنتی به‌کاوش در این تنگه پرداخت. تنگهٔ میلفورد شمالی‌ترین آبدره در پارک ملی فیوردلند است و شهرک میلفورد ساوند نیز در این منطقه قرار دارد. همچین این منطقه یکی از استراحتگاه‌های شناخته‌شده می‌باشد.